# 2051
Het jaar 2051 is een jaartal in de 21e eeuw volgens de christelijke jaartelling. Pasen valt dit jaar op 2 april. Volgens de Chinese astrologie is 2051 het jaar van de geit.

## Gebeurtenissen
- In april 2051 bereikt een van de METI-boodschappen zijn bestemming: de ster Gliese 777. De boodschappen zijn in 1999 in het kader van het Cosmic Call-programma door de RT-70-radiotelescoop bij Jevpatorija verstuurd.

## 2051 in fictie
- De sciencefictionfilm The Tomorrow War uit 2021 speelt zich af in 2051.